# Амукта (вулкан)
Амукта (англ. Mount Amukta) — активный вулкан, расположенный на одноимённом острове, состоящий в архипелаге Алеутские острова, входящих в состав Штата Аляска, США. Амукта — стратовулкан, высотой 1066 метров. Последняя бурная активность проявлялась в 1997 году. Является самым западным вулканом в составе Четырёхсопочных островов. Главный конус вулкана расположен на северо-западе острова. Вулканические извержения происходили как из главного купола, так и из вулканических разломов ниже конуса вулкана. В период затишья вершина вулкана покрывается снегом.
Начиная с 1770 года зафиксировано около 7 крупных извержений вулкана. Известно, что потоки лавы извержения 1963 года достигли моря. Следы выбросов извержения 28 августа 1987 года были зафиксированы на высоте 10,5 километра, а в окрестностях на уровне 300 метров. Летом 1996 года столпы пепла поднялись на более низкую высоту, чем десятилетие назад, 700—900 метров. Плохая видимость сохранялась до осени того же года на высоте 300 метров. Шлейф деятельности вулкана рассеялся на юге на расстоянии 16-20 километров и держался до конца сентября 1996 г. Последняя зафиксированная слабая деятельность вулкана была 2 марта 1997 года.
Открыл остров и дал название вулкану впервые капитан-поручик Пётр Креницин в 1768, нанёс на карту лейтенант Михаил Левашов в 1771 году.